# Guerra cibernética e Irán
La guerra cibernética es parte de la estrategia militar de "guerra blanda" de Irán. Siendo tanto una víctima como una apuesta de la guerra cibernética, Irán es considerado una potencia militar emergente en este campo.
Desde noviembre de 2010, una organización denominada "El Comando de Ciberdefensa" (en persa: قرارگاه دفاع سایبری; Gharargah-e Defa-e Saiberi) ha estado operando en el Irán bajo la supervisión de la "Organización de Defensa Civil Pasiva" del país (en persa: سازمان پدافند غیرعامل; Sazeman-e Padafand-e Gheyr-e Amel) que es a su vez una subdivisión del Estado Mayor Conjunto de las Fuerzas Armadas iraníes.
Según un informe de 2014 del Instituto de Estudios de Seguridad Nacional, Irán es "uno de los actores más activos en el ámbito cibernético internacional". En 2013, un general de la Guardia Revolucionaria declaró que Irán tiene "la 4ª mayor potencia cibernética entre los ejércitos cibernéticos del mundo".

## Ataques contra Irán
En junio de 2010, Irán fue víctima de un ciberataque cuando su instalación nuclear en Natanz fue infiltrada por el gusano cibernético "Stuxnet". Según se informa, en un esfuerzo combinado de Estados Unidos e Israel, Stuxnet destruyó quizás más de 1.000 centrifugadoras nucleares y, según un artículo de Business Insider, "retrasó el programa atómico de Teherán por lo menos dos años". El gusano se extendió más allá de la planta para supuestamente infectar más de 60.000 computadoras, pero el gobierno de Irán indica que no causó ningún daño significativo. Irán ha buscado soluciones al gusano y supuestamente está ahora mejor posicionado en términos de tecnología de guerra cibernética. Ningún gobierno ha reivindicado la responsabilidad del gusano.

### Acontecimientos
- En octubre de 2013, los medios de comunicación informaron de que Mojtaba Ahmadi, que ocupaba el cargo de comandante del "Cuartel General de la Guerra Cibernética", había sido encontrado muerto por las balas en Karaj.[9]
- Noviembre de 2018: El ministro de telecomunicaciones iraní Mohammad-Javad Azari Jahromi acusa a Israel de un ciberataque fallido contra su infraestructura de telecomunicaciones, y promete responder con acciones legales.[10][11]

## Ataques por Irán
El gobierno iraní ha sido acusado por analistas occidentales de sus propios ciberataques contra Estados Unidos, Israel y los países árabes del Golfo Pérsico, pero lo niega, incluyendo acusaciones específicas de participación en 2012 en la piratería de bancos estadounidenses. El conflicto entre Irán y Estados Unidos ha sido calificado como "la primera ciberguerra conocida de la historia" por Michael Joseph Gross a mediados de 2013.

### Acontecimientos
- Israel, agosto de 2014: Un oficial de las FDI dijo a la prensa que Irán ha lanzado numerosos e importantes ataques contra la infraestructura de Internet de Israel.[13]
- Turquía, 31 de marzo de 2015: Los hackers iraníes, posiblemente el ciberejército iraní, provocaron un corte masivo de energía durante 12 horas en 44 de las 81 provincias de Turquía, con un total de 40 millones de personas. Estambul y Ankara fueron algunos de los lugares que sufrieron el apagón.[14]
- Reino unido, junio de 2017: El Daily Telegraph informó que los funcionarios de inteligencia concluyeron que Irán era responsable de un ciberataque al Parlamento Británico que duró 12 horas y que comprometió alrededor de 90 cuentas de correo electrónico de diputados. Se desconoce el motivo del ataque, pero los expertos sugirieron que el Cuerpo de la Guardia Revolucionaria Islámica podría estar utilizando la ciberguerra para socavar el acuerdo nuclear de Irán.[15]

## Cuentas iraníes suspendidas
El 5 de mayo de 2020, Reuters informó, citando un informe mensual de Facebook, que los medios de comunicación estatales iraníes habían apuntado a cientos de cuentas falsas de medios sociales para difundir encubiertamente mensajes proiraníes, en línea desde al menos 2011, para difundir secretamente mensajes promocionales en línea a favor de Irán con el fin de dirigirse a los votantes en países como Gran Bretaña y los Estados Unidos. Las cuentas fueron suspendidas por el llamado "comportamiento inauténtico coordinado", que eliminó ocho redes en las últimas semanas, incluida una con vínculos a la Radiodifusión de la República Islámica del Irán.